# Yukina Saigō
Yukina Saigō (jap. 西郷 幸奈, Saigō Yukina; * 27. April 1996) ist eine japanische Tennisspielerin.

## Karriere
Saigo bevorzugt laut ITF-Profil Hartplätze. Sie spielt überwiegend Turniere auf der ITF Women’s World Tennis Tour, bei der sie bislang zehn Doppeltitel gewonnen hat.

## Turniersiege

### Doppel
| Nr. | Datum              | Turnier              | Kategorie   | Belag     | Partnerin      | Finalgegnerinnen                   | Ergebnis         |
| --- | ------------------ | -------------------- | ----------- | --------- | -------------- | ---------------------------------- | ---------------- |
| 1.  | 18. Dezember 2015  | Hongkong             | ITF $10.000 | Hartplatz | Emma Laine     | Mana Ayukawa Haruka Kaji           | kampflos         |
| 2.  | 25. Dezember 2015  | Hongkong             | ITF $10.000 | Hartplatz | Emma Laine     | Jiang Xinyu Li Yihong              | 6:1, 6:2         |
| 3.  | 10. Februar 2018   | Manacor              | ITF $15.000 | Sand      | Naho Satō      | Alexandra Perper Lisa Ponomar      | 3:6, 7:5, [10:8] |
| 4.  | 2. März 2018       | Palmanova (Mallorca) | ITF $15.000 | Sand      | Aiko Yoshitomi | Katharina Gerlach Lena Rüffer      | 6:4, 6:2         |
| 5.  | 2. März 2019       | Antalya              | ITF W15     | Sand      | Rina Saigō     | Bárbara Gatica Rebeca Pereira      | 4:6, 6:2, [10:5] |
| 6.  | 21. September 2019 | Antalya              | ITF W15     | Hartplatz | Rina Saigō     | Svenja Ochsner Joanne Züger        | 6:2, 6:0         |
| 7.  | 5. Oktober 2019    | Antalya              | ITF W15     | Hartplatz | Rina Saigō     | Hanna Kubarawa Nika Schytkouskaja  | 6:2, 6:3         |
| 8.  | 4. Dezember 2021   | Monastir             | ITF W15     | Hartplatz | Rina Saigō     | Yasmine Mansouri Alessandra Simone | 6:0, 4:6, [10:5] |
| 9.  | 13. August 2022    | Danderyd             | ITF W25     | Sand      | Rina Saigō     | Ashley Lahey Lisa Zaar             | 2:6, 7:5, [10:7] |
| 10. | 10. Februar 2024   | Monastir             | ITF W15     | Hartplatz | Rina Saigō     | Selina Dal Stéphanie Visscher      | 6:3, 7:5         |